# Cot Ba Getum
Cot Ba Getum är en kulle i Indonesien.   Den ligger i provinsen Aceh, i den västra delen av landet, 1 800 km nordväst om huvudstaden Jakarta. Toppen på Cot Ba Getum är 47 meter över havet. Cot Ba Getum ligger på ön Pulau We.
Terrängen runt Cot Ba Getum är kuperad åt nordväst, men åt nordost är den platt. Havet är nära Cot Ba Getum österut. Närmaste större samhälle är Sabang, 8,7 km nordväst om Cot Ba Getum. 